# NHKみんなのうた 60 アニバーサリー・ベスト 〜アイスクリームの歌〜
『NHKみんなのうた 60 アニバーサリー・ベスト 〜アイスクリームの歌〜』（エヌエイチケーみんなのうた ろくじゅう アニバーサリー・ベスト アイスクリームのうた）は、2021年5月19日に発売された、NHKの音楽番組『みんなのうた』の放送開始60周年記念ベスト・アルバムのシリーズ。

## 概要
- 本作は、日本コロムビアから発売された。
- 規格商品番号は、COCX-41458。
- ジャケット写真の色は、赤。
- ジャケット写真の楽曲映像のアートワークは、以下の通り。
  - 1981年10月・11月放送「いっトイレ」
  - 1996年12月・1997年1月放送「メッセージ・ソング」
  - 2007年6月・7月放送「のびろのびろだいすきな木」
  - 2016年8月・9月放送「おじいちゃんちへいこう」
  - 2020年4月・5月放送「丘シカ地下イカ坂」

## 収録曲
- 1.アイスクリームの歌 / 旗照夫、天地総子
- 2.バナナをたべるときのうた / 弘田三枝子
- 3.ドロップスの歌 / 弘田三枝子
- 4.怪獣がやってくる / 弘田三枝子、みすず児童合唱団
- 5.あの雲にのろう / 深町純
- 6.どこまでも駆けてゆきたい / ガロ
- 7.ビューティフル・ネーム / ゴダイゴ
- 8.ローラー天国 / 串田アキラ
- 9.いっトイレ / クニ河内
- 10.さとうきびの花 / 都はるみ
- 11.秋物語 / 尾崎紀世彦
- 12.ぼくのクラスは最先端 / ザ・ジャドーズ
- 13.メッセージ・ソング / ピチカート・ファイヴ
- 14.空のコーラス / メニーナス・ド・ブラジル
- 15.泣かないで / 本木雅弘&岸田今日子
- 16.優しさ / 空気公団
- 17.道 / yumirose
- 18.のびろのびろだいすきな木 / アン・サリー
- 19.ヤミヤミ / やくしまるえつこ
- 20.おじいちゃんちへいこう / 氷川きよし
- 21.お米かくれんぼ / バナナゼロムジカ
- 22.かむかもしかもにどもかも! / MONO NO AWARE
- 23.雨上がり / Kitri
- 24.丘シカ地下イカ坂 / SAKANAMON